# Lars Hinneburg
Lars Hinneburg (* 15. Juni 1965 in Rostock) ist ein ehemaliger Schwimmsportler aus der DDR.

## Karriere
Lars Hinneburg, der bis 1985 für den SC Empor Rostock antrat, war 1980 Junioreneuropameister über 400 Meter Freistil. Ab 1982 platzierte sich Hinneburg bei DDR-Meisterschaften in den Medaillenrängen, konnte aber nie eine Einzelstrecke gewinnen. Bei den Schwimmeuropameisterschaften 1985 trat er mit der 4-mal-100-Meter-Freistilstaffel an, die in der Besetzung Dirk Richter, Sven Lodziewski, Lars Hinneburg und Jörg Woithe Silber hinter der Staffel aus der BRD gewann.
1986 wechselte Hinneburg für sein Außenwirtschaftsstudium nach Berlin und startete nun für den SC Dynamo Berlin. Mit der 4-mal-200-Meter-Freistilstaffel gewann er von 1986 bis 1989 vier DDR-Meistertitel in Folge, 1988 gewann er auch mit der 4-mal-100-Meter-Freistilstaffel, nach dem er mit der zweiten Berliner Staffel 1986 und 1987 Zweiter geworden war. Bei den Schwimmweltmeisterschaften 1986 gewann er mit der 4-mal-200-Meter-Freistilstaffel in der Besetzung Lars Hinneburg, Thomas Flemming, Dirk Richter und Sven Lodziewski die Goldmedaille vor den Staffeln aus der BRD und den USA. Im Jahr darauf siegte bei den Schwimmeuropameisterschaften 1987 die Langstaffel aus der BRD vor der DDR-Staffel mit Hinneburg, Flemming, Steffen Zesner und Lodziewski.
Bei den Olympischen Spielen 1988 in Seoul trat Hinneburg in der Langstaffel nur im Vorlauf an. Im Finale erkämpften Uwe Daßler, Sven Lodziewski, Thomas Flemming und Steffen Zesner die Silbermedaille hinter der US-Staffel, gemäß der seit 1984 gültigen Regel erhielt Hinneburg für seinen Vorlaufeinsatz ebenfalls eine Medaille. Die 4-mal-100-Meter-Freistilstaffel in der Besetzung Dirk Richter, Thomas Flemming, Lars Hinneburg und Steffen Zesner erschwamm sich hinter der US-Staffel und der sowjetischen Staffel die Bronzemedaille.
Nach der Wende kehrte Lars Hinneburg zurück nach Rostock, er ist im Marketing tätig.